# Appleキー
Appleキー（アップル・キー）とは、Appleが1977年 - 1993年に販売していたパーソナルコンピュータ「Apple Ⅱ」のキーボード上にあるAppleマークのかかれた修飾キーのことである。

## 概要
Appleキーは、初代 Apple Ⅱ ではまだ存在しなかった（それに該当する修飾キーも存在しなかった）。初めて登場したのは Apple Ⅱe からである。

## キーの名称（機種別）

### Apple Ⅱe、Apple Ⅱc
Appleキーが2つ存在していた。
- オープンAppleキー（Appleマーク色 : 白）
- ソリッドAppleキー（Appleマーク色 : 黒）

### Apple Ⅱe with 10 Key、Apple Ⅱc plus
AppleキーはオープンAppleキーのみになり、名称もオープンを取って「Appleキー」になった。また、ソリッドAppleキーは「オプションキー」に名称変更された。
- Appleキー（元・オープンAppleキー、Appleマーク色 : 白）
- オプションキー（元・ソリッドAppleキー、Appleマーク廃止、"option"の文字表示）

## Apple Ⅱ GSについて
Apple Ⅱ GS は他の Apple Ⅱ シリーズ（本体とキーボードが一体化）と違い、本体とキーボードが別（セパレートタイプ）になっている。そのため Apple Ⅱ GS 用のキーボード Apple Ⅱ GS Keyboard が販売された。

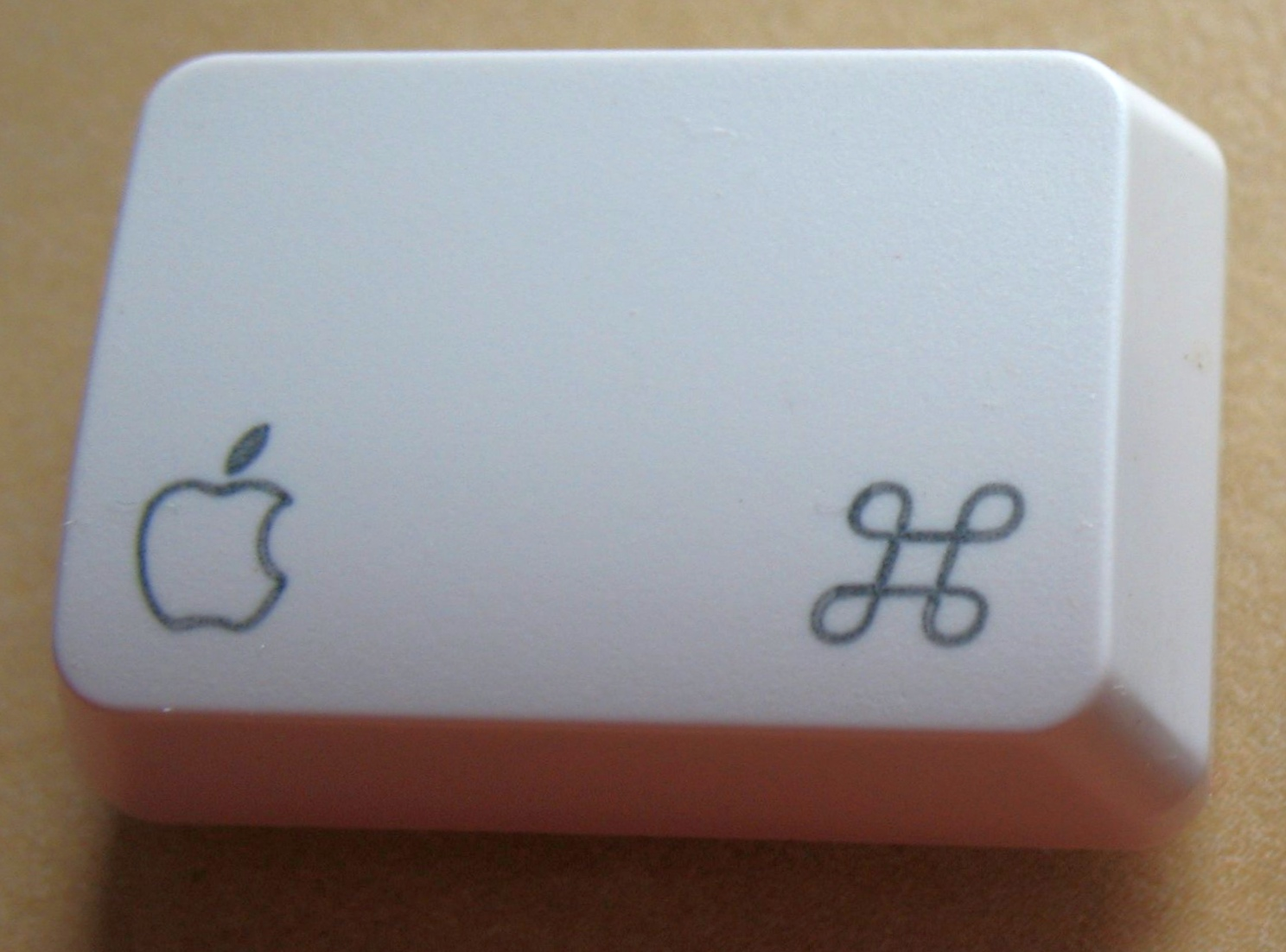
Appleキー兼用のコマンドキー

このキーボードはMacintosh用キーボード Apple Desktop Bus Keyboard と全く同一製品だったため、AppleキーがMacintoshのコマンドキーと兼用になっている。そのキー表示は左側にAppleマーク、右側にコマンドキーを意味する四葉のクローバー似のコマンドマークを並べた独特の表示である。
つまり Apple Ⅱ GS 使用時にはAppleキー、Macintosh使用時にはコマンドキーとして使えるための工夫であった。なお、ソリッドAppleキーは Apple Ⅱe with 10 Key、Apple Ⅱc plus と同様にオプションキーへと名称変更された。

## Macのコマンドキーについて
Apple Desktop Bus Keyboard（Apple Ⅱ GS keyboard） 以降から続いたコマンドキーの独特の表示は近年までMacシリーズのキーボードに適用されていたが、2007年8月販売の Apple keyboard で、ついにAppleマークが廃止され、代わりに「command」の文字表示とコマンドマークが並んだ表示になった。
Appleマークを廃止した本来の理由は「Apple Ⅱ シリーズの販売終了（1993年）からかなりの年数が経ったため」である。今までコマンドキーに「command」の文字表示がないため「コマンドキーがどれか分からない」という問題が以前から指摘されていたにもかかわらず、Appleが頑としてAppleマークを表示し続けてきたのも元 Apple Ⅱ ユーザーへの配慮だった。
しかし2007年現在で Apple Ⅱ 販売終了から既に14年も経っている上に、Intel CPU 搭載のMac（インテル・マック）において、ソフトウェア Boot Camp を用いて、Mac本体で Windows XP、Windows Vista が利用可能になると「Windows のコントロールキーに該当するコマンドキーがどれか分からない」という新たな問題が発生。Appleマークを表示し続けるには限界に達した。そのためAppleは2007年8月販売の新型キーボードのAppleマークを急遽廃止し、代わりに「command」の文字をコマンドマークと併記したといわれている。
ちなみに、Macintoshの利用者でコマンドキーのことをAppleキーという者がいるが、Appleキーとは、あくまで Apple Ⅱ の修飾キーの名称であり、Macintoshの修飾キーを指す名称ではない。